# Öregtemplom (Hévízgyörk)
Az Öregtemplom Hévízgyörk első katolikus temploma. Védőszentje Szent Márton. A műemléki védettségű középkori épület ma is a katolikus egyház használatában van.

## Története
A falu első temploma egy igen kis méretű, félköríves szentélyű épület volt. A középkori épület első okleveles említése 1472-ből származtatható. 1570-ben a bujáki uradalom összeírásában szerepel egy mondat, amely kapcsolatban lehet templomunkkal, s amelyet érdekességként említek meg: „A falu - (Hévízgyörk) - 4 forintot fizet, melyet Szent Márton adójának hívnak”. Ez talán a templom mai védőszentjének nevével van kapcsolatban. A többi falu a környéken mind egységesen Szent Mihály és Szent György napján fizette adóját. A 18. század közepétől napjainkig nyomon követhetően Szent Márton a védőszentje a templomnak.
Az öregtemplomot a 17-ik században egy ideig a reformátusok használták. Haraszthy Lajosól ismert, hogy Hévízgyörkön a reformátusok anyaegyháza már 1600-ban fönnállt. Az 1653-as egyház látogatási jegyzőkönyvben olvasható, hogy a régi katolikus templom még mindig a reformátusok birtokában van, ami ellen a katolikusok panaszt tettek.
Valószínűleg 1662 és 1666 között került újra a katolikusok birtokába a templom, mert 1666-ban a hévízgyörkiek 12 forintnyi évi egyházi tizedüket már katolikus templomukra fordíthatták, a püspök engedélyével.
1675-ben az un. Pongrácz-féle térkép templomos helynek jelölte Hévízgyörköt. 1676-ban a faluhoz tartozó Tótfalu puszta egyházi tizedét megkapták „templomuk céljára”. 1700-ban a róla felvett jegyzőkönyvtanúsága szerint négyszögű kövekből épült, szögletes tornyú, az északi oldalán sekrestyével bővített templom állt a faluban. 1733-ban a templom helyreállításáról és egyházjogi státusáról, azaz nem önálló, hanem Bag filiájaként (leányegyház) való működéséről tettek említést. 1734-ben és 1736-ban a helyreállított templom felszerelési tárgyait említik meg, majd 1746-ban részletesebben leírják a templom állapotát, és először nevezik meg védőszentjét: Szent Mártont.
1760-ban Grassalkovich Antal birtokán találjuk, igen csak felújításra szoruló állapotban. A templom tornyát villámcsapás érte 1771-ben. A tornyot akkor Grassalkovich özvegye Klobusiczky Teréz rendbe tetette, a leomlott részt téglából visszafalazták (ez ma is látható). Karbantartásáról azonban nemigen gondoskodhattak, mert 1772-ben azt jegyezték föl, hogy „a templom kőfalai nedvesek, a deszkamennyezet le fog szakadni”, a „toronynak fa munkája megromlott … rotthadt gerendáit ki kellene cserélni”.
A 18. század végétől folyamatosan használhatták a templomot. 19. századi használatáról az állapotából lehet következtetni.
1924. május 9-én nagy vihar volt Hévízgyörkön, s a templom úgy megrongálódott, hogy abban istentiszteletet ezt követően nem tudtak tartani. Ezért a lelkész híveivel új templom építésére szánta el magát. Az 1924. évi vihart követően a kis templomot szerették volna lebontani, s építőanyagát felhasználni. Szerencsére ez nem történt meg, bár az új templom felépült.
A II. világháborúig a templomot folyamatosan használták, ekkor azonban megsérült. Pusztulásnak az ezt követő években indult, s állapota fokozatosan romlott 1985-ig, amikor is megkezdődött felújítása. A munkák végeztével a templom felszentelése 1988. november 13-ára esett, Szent Márton napját követő vasárnapra.